# ارنو جيرار
ارنو جيرار (بالفرنسية: Arnaud Gérard)‏ مواليد 6 أكتوبر 1984 في دينان، فرنسا، هو دراج فرنسي سابق في صنف سباق الدراجات على الطريق.

## روابط خارجية
- ارنو جيرار على موقع الاتحاد الدولي للدراجات (الإنجليزية)
- ارنو جيرار على موقع أرشيف الدراجات (الإنجليزية)
- ارنو جيرار على موقع إحصائيات الدراجات الإحترافية (الإنجليزية)
- ارنو جيرار على موقع نسبة الدراجات (الإنجليزية)